# Athripsodes quadrispinus
Athripsodes quadrispinus är en nattsländeart som beskrevs av Douglas E. Kimmins 1959. Athripsodes quadrispinus ingår i släktet Athripsodes och familjen långhornssländor. Inga underarter finns listade i Catalogue of Life.